# Ахмедхан Абу-Бакар
Ахмедхан Абакарович Абакаров е даргински руски съветски журналист публицист, драматург, сценарист и писател на произведения в жанр драма, исторически роман и детска литература. Удостоен е със званието „Народен писател на Дагестанската АССР“ през 1969 г. Пише на даргински език под псевдонима Ахмедхан Абу-Бакар.

## Биография и творчество
Роден е на 12 декември 1931 г. в аула Кубачи, Дахадаевски окръг, Дагестанска автономна съветска социалистическа република, РСФСР, СССР. Завършва Литературния институт „Максим Горки“ през 1956 г. и след това курсове по сценаристика към Държавния комитет по кинематография (Главкинематографията) на СССР в Москва.
След дипломирането си работи като служител в редакцията на републиканския вестник „Ленинское знамя“, като редактор на даргинското издание на алманаха „Дружба“, като изпълнителен секретар на борда на Съюза на писателите на Дагестан и като редактор на републиканския вестник „Ленинское знамя“.
Прави поетичния си дебют със стихотворението „Горчива легенда“ през 1954 г. в стихосбирката „Зарево“. Става известен като автор на разкази и пиеси от живота на съвременен Дагестан. Основна тема в неговото творчество е животът на хората от планината, показан чрез любопитни съдби и непринуден хумор. В повестите му „Даргински момичета“ (1958), „Огърлица за моята Семиназ“ (1965) и „Снежни хора“ (1966) са поставени важни проблеми: миграцията, откъсването от корена, промените в съвременното дагестанско село.
Романът му „Пора красных яблок“ (Време е за червени ябълки) е издаден през 1972 г. В центъра на романа е семейството на учител по даргински език, борещ се за утвърждаване на културни придобивки в своето село. През 1981 г. романът е екранизиран в едноименния филм.
Пише и произведения за деца: книгата с разкази „Дядо Хабибула от долината на градините“ (1966), и пиеси – „Нур-Един – златни ръце“ (1964).
Автор е на сценарии, по които са направени художествени и документални филми: „Облаците напускат небето“, „Адам и Хева“, „Ожерелье для моей любимой”, „Гепард“, „Снежная свадьба”, „Есть паметник – песня”, „Загадка кубачинского браслета“, „Чегери“ и „Искусство, рожденное в горах“.
Ахмедхан Абакаров е член на Съюза на писателите на СССР от 1957 г., на Съюза на кинематографистите на СССР от 1978 г. и на Съюза на журналистите на СССР от 1980 г.
Умира на 23 октомври 1991 г. в Махачкала, Дагестанска АССР, РСФСР.

## Произведения

### Самостоятелни романи
- Пора красных яблок (1972)[1][2][3][4][5][6]
- Манана (1989)

### Повести
- Темир-Булат (1957)
- Памятник у дороги (1958)
- Даргинские девушки (1958)
- Чегери (1963)
- Медовые скалы (1964)
- Ожерелье для моей Серминаз (1965)
Огърлица : Повести, изд.: „Георги Бакалов“, Варна (1978), прев. Иван Троянски, включва повестите „Огърлица за моята Семиназ“ и „Снежни хора“
- Снежные люди (1966)
Снежни хора, изд.: „Народна култура“, София (1971), прев. Стефан Стоянов
- Исповедь на рассвете (1969)
- Браслет с камнями (1970)
- Тайна рукописного корана (1971)
- Белый сайгак (1973)
- Солнце в Гнезде орла (1975)
- Девушка из крепости (1975)
- В ту ночь, готовясь умирать… (1976)
- Уроки русского… (1981)
- Два месяца до звонка (1981)
- Опасная тропа (1983)
- Мама, зажги солнце (1983)
- Паганини из Харбука (1986)

### Пиеси
- Люди в бурках (1959)
- Нур-Эддин — золотые руки (1964)

### Детска литература
- Дедушка Хабибула из Долины садов (1966) – сборник
- Сказка о Долине садов, о дедушке Хабибулле и его глиняных куклах (1974)

### Поезия
- Зарево (1954) – сборник, поема „Горькое сказание”
- Любви бирюзовый цвет (1982) – сборник

### Екранизации
частично представяне
- 1959 Облаците напускат небето, Тучи покидают небо
- 1970 Адам и Хева
- 1971 Ожерелье для моей любимой
- 1981 Пора красных яблок